# ナトリウムメタンチオラート
ナトリウムメタンチオラート（英語: sodium methanethiolate）または、ナトリウムチオメトキシド（英語: sodium thiomethoxide）は、メタンチオールのナトリウム共役塩基である。白色の固体の状態で市販されている。強力な求核剤であり、メチルチオエーテルや臭化エチルのような他の有機化合物の合成に使用される。湿った空気中で加水分解されると、メタンチオールが生成する。